# Bivoks
Bivoks (cera alba) er en voks, der produceres af bier i kirtler på bagkroppen og ses som små skæl, der vokser ud mellem leddene i biens bagkrop. Voksen bruges af bierne til at bygge de vokstavler, som hele boet består af. Tavlerne består af omtrent vandretliggende, sekskantede celler til begge sider.
Bivoks stammer fra bier, hovedsageligt fra honningbien, Apidae, den brodløse bi, Meliponinae, og humlebien, Bombinae. Bivoks fra honningbierne, Apis mellifica, er dog langt den mest almindelige og bedst kendte, også op gennem tiderne. Bivoks har været anvendt som brændstof og belysning i mange kulturer.

## Biavl og udbredelse
På et tidspunkt begyndte mennesket at domesticere bierne i kunstige bikuber. Tæmningen af bierne var meget udviklet i det gamle Ægypten og forseglede krukker med honning er fundet i Tutankhamons grav. Bier og biavl er også udførligt behandlet af antikkens forfattere som Aristoteles, Plinius og Virgil. 
Fra domesticerede biers stader fjernes vokstavlerne, de centrifugeres for at adskille honningen fra voksen. Herefter bliver voksen isoleret termisk ved hjælp af sollys eller varmt vand. Voksen oprenses, urenheder filtreres fra. Farvede urenheder kan fjernes ved hjælp af f.eks. aktiv kul. Helt rent bivoks er hvidt, den farvning der skyldes karotinoiderne kan kun fjernes ved blegning af vokset . Biavleren vil tilskynde bierne til at bygge indenfor flytbare rammer. Det gør han ved at forsyne rammerne med en voksplade, hvor det sekskantede mønster er præget på begge sider (kunsttavler). Voksen får biavleren ved omsmeltning af gamle vokstavler. Der anvendes normalt ren bivoks til dette formål, om end det også kan lade sig gøre at bruge plader af plastic. Der vil i biavlen normalt opstå et overskud af voks, der kan anvendes til en lang række formål bl.a. lys, kosmetik, salver. Bierne bruger omkring 8 gram honning for at producere et gram voks.
Den almindelige honningbi var oprindeligt udbredt i dele af Europa, Lilleasien og Afrika, men findes i dag udbredt over næsten hele verden og er domesticeret. Voks sekreres fra arbejdsbiernes vokskirtler på bagkroppen. Det netop sekrerede voks kaldes jomfruvoksen og er et hvidt let transparent stof, der bliver anvendt som byggemateriale til de sekskantede celler. Cellerne sammenbygges til lodrethængende vokstavler, hvori æggene lægges og larverne udvikles . Mange af farvestofferne fra pollenet vandrer over i voksen, der efterhånden farves gul, vokstavlerne farves også af de ekskrementer og kokonrester, som efterlades af biynglen 

## Bivoks kemiske og fysiske egenskaber
Bivoks består af 70-80 % voks-estere, 10-15 % frie fedtsyrer, 10- 20 % paraffiner . Rå mekanisk renset bivoks indeholder udover voks også blomster- og pollenpigmenter og propolis, der er harpiks, der fungerer som lim i bikubekonstruktionen. Bivoks kan afhængig af kilden have forskellig farve, såsom gul, orange, over brun til mørkebrun.
Syretal 17-24 mg KOH/g, estertal 72-79 mg KOH/g, esterantal/syreantal 3.3-4.2, vægtfylde er 0,96 g/cm3.
Brydningsindeks er 1,44 ved 65 °C .
Bivoks er uopløseligt i vand og de fleste andre uorganiske opløsningsmidler. Det er opløseligt i visse organiske opløsningsmidler, som kloroform og æter, og delvist opløseligt i varm alkohol. Kan danne pastaer med mineralsk terpentin. Bivoks er moderat hård, men bliver plastisk og æltbar ved håndvarme, uden at den bliver klæbrig. Den har en amorf finkornet struktur, ved overskæring fås en mat overflade, ved knæk et muslet brud (ikke skarpt). Bivoks er translucent og smelter skarpt mellem 63-65 °C, når smeltet er den tyndtflydende, og destrueres ved fortsat opvarmning ved høje temperaturer. Ved lave temperaturer bliver bivoks skørt. Voksen er vandafvisende, har en beskyttende effekt overfor lysets ultraviolette stråler og har en høj grad af impermeabilitet for luftens fugtighed, men det tillader det underliggende materiale at ånde, da ikke alle porerne lukkes .

## Identifikation af bivoks
Bivoks kan identificeres ud fra dets fysiske og kemiske egenskaber, hvis tilstrækkeligt materiale er tilstede, såsom smeltepunkt, massefylde, farve, lugt, konsistens, hårdhed, syre- og forsæbningstal og opløselighed i forskellige opløsningsmidler.
Mill & White skriver, at det var muligt omkring 1850 at identificere voks, hvis tilstrækkeligt materiale var tilstede. Først omkring 1950’erne, da gaskromatografien blev udviklet fik man bedre muligheder for at analysere organisk materiale, i stedet for at skulle kigge på prøvematerialet som en helhed, fik man nu mulighed for at analysere kvantitativt på de individuelle og måske karakteristiske egenskaber og grundet metodens følsomheden var det muligt at analysere på meget små prøver .
Nu kan High-Temperature Gas Cromatography (HT-GC) anvendes, eventuelt sammen med masse-spektrometri (GC-MS), eller direkt inlet electron ionisation mass spectrometry (DI EI-MS) 
FT Raman Spectroscopy og mikroskopi kan også anvendes hvis meget lidt materiale er til rådighed eller non-destruktive analyser, hertil er det vigtigt at have en Raman korrelations database, således at man kan sammenligne sine resultater .
Fourier-Transform Infrared Spectroscopy (FTIR) kan anvendes til identifikation. Det er en spektroskopisk metode, som giver oplysninger om molekylers vibrationer. Attenuated Total Reflection - Fourier-Transform Infrared Spectroscopy (ATR-FTIR) er en metode, som i modsætning til almindelig FTIR, ikke kræver forberedelse af prøvematerialet, man kan måle direkte på både væsker og faste stoffer.
Ved FTIR af bivoks skyldes de karakteristiske toppe vibrationer fra følgende funktionelle grupper; der ses en stor spids tydelig dobbelt top ved 2920-2850 cm-1 (strækning af CH2 grupper, symmetrisk og asymmetrisk), mindre spids top ved 2955 cm-1 (strækning af CH3 asymmetrisk), toppe ved 1730 cm-1 (estere, relativ stor), 1710 cm-1 (frie fede syrer, lille skulder) og 1170 cm-1 (strækning af CO grupper), dobbelt top omkring 1470-1460 cm-1 (bøjning af CH2 og CH3), mindre top ved 1380 cm-1 (paraplysvingning af CH3, asymmetrisk), en top ved 956 cm-1 (bøjning af CH grupper) og igen en dobbelt top ved 730 - 720 cm-1 (rocking af langkædede hydrocarboner). Hvis sæber er tilstede, vil de ses ved 1560 cm-1 (ioniseret carboxyl-grupper, COO-) ; .
Bivoks kan bestemmes ved analyse for DNA .
Differential Scanning Calorimetry (DSC) en metode, der fortæller om termisk inducerede overgange f.eks fra fast til flydende form. Denne metode vil kunne bruges til at vise om voksen har været opvarmet .
Bivoks udviser fluorescerende farver i ultraviolet lys. Fra blålighvid, hvid, gul over orange til brun eller brunlig med en grønlig tone. . Comelli beskriver lys blå fluorescens af voks på Michelangelo´s David, både som dråber og som trængt ind i overfladen af marmoret, hele overfladen menes engang at have været behandlet med voks 

## Nedbrydning og bevaring
Bivoks er et meget stabilt materiale af et organisk materiale at være, da det ikke indeholder mange dobbeltbindinger. Man har fundet bivoks, der er flere tusinde år gammelt, de ældste fund er fra 4000-3000 BCE . Det er identificeret fra neolitiske begravelsessteder og græsk keramik ; .
Bivoks kan bevares uændret op gennem tiderne, men i de fleste tilfælde er det blevet udsat for forskellige ændringsprocesser, som har modificeret dets struktur, men dets kulstofskelet kan være bibeholdt . Mills har analyseret romerske lys af bivoks og de har ikke ændret sig betydeligt .
Man har fundet bivoks fra keramiske bikuber fra udgravninger fra Isthmia, Grækenland, dateret til den hellenistiske og romerske periode, dog med nogen kemisk ændring af voksen, men stadig identificerbar .
Kühn har analyseret bivoks fra mumieportrætter og siger at det er bevaret næsten uændret i 1800 år . Regent et al. har undersøgt de kemiske ændringer af bivoks gennem tiderne . Da bivoks ikke ændres nævneværdigt over tid, kan det være svært at datere, men hvis man har tilstrækkeligt materiale, kan man få foretaget en kulstof 14 datering af voks ved hjælp af Accelerator Masse-Spektrometri, AMS, på AMS 14C Dateringscenteret på Aarhus Universitet.
Krystallinske udsvedninger på overfladen af voks er ofte iagttaget, dette kan skyldes polymorfe transformationer af fedtstoffer og vokse, men det synes mest at forekomme når bivoksen er blevet tilsat stearin, andre vokse eller stoffer og hvis genstanden er udsat for temperatursvingninger. Temperatursvingninger kan forårsage krakeleringer og revner af voksen. I pigment og voksblandinger kan det forekomme, at bivoks’ frie syrer reagerer med salte fra pigmenter, som blyhvidt, og danner sæber.

## Brug af bivoks gennem historien
I det gamle Ægypten har bivoks været anvendt som led i mumifikationsprocessen, som forseglingsmateriale og til kosmetik. Som bindemiddel og overfladebehandling er bivoks anvendt i Ægypten fra det 18. dynasti, 1550-1295 BCE, også på skulptur, figur af calcit  og på busten af Nefertiti ifølge Wiedermann & Bayer, 1982 .
I antikken var bivoks også almindelig kendt og udbredt. Plinius, NH 11.4, skriver: “voks, et materiale der er brugbart til tusind af livets gøremål” . Voks blev anvendt til bronzestøbning. Grundet voksens egenskaber og hvad man ved fra antikke kilder om anvendelsen af voks, og den antikke kunsts hang til at efterligne naturen, mimesis, vil det have være en oplagt mulighed, også for antikkens kunstnere, at have anvendt voksen til dette formål i både to og tre dimensioner og på forskellige underlag. Det er dokumenteret, at antikke mumieportrætter kan været malet med voks . Voks i antikken kan således have været anvendt til skulptur, som modelleringsmateriale, keroplastik, som bindemiddel, enkaustik, og som overfladebehandling, ganosis. I de tilfælde, hvor formsproget er meget naturalistisk/realistisk, kan bemalingen også have haft dette udtryk, således at den antikke skulptur har været meget livagtig, som en Madame Tussaud voksfigur. En støbeteknik, voksudsmeltningsstøbning (à cire perdue) anvendes til bronzestøbning. Voks anvendtes ligeledes til skrivetavler og til segl, og iblandet lidt harpiks benyttedes det til aftryk af signetringe . Blandt andre formål i antikken kan nævnes belysning, medicin og kosmetik. Det var først i det 18. årh. at man fandt ud af at bivoks stammer fra biernes sekretion og ikke er et planteprodukt, der er indsamlet af bierne.

### Bivoks i kombination med andre materialer
Til voks kan der være tilsat additiver for at forbedre dens egenskaber. Harpiks gør voksen hårdere og kan ændre farven, fedtstoffer, som talg og svinefedt, øger smidigheden, formbarheden og blødheden, pigmenter og farvestoffer ændrer farven. Vegetabilske olier og stivelse kan ligeledes være tilsat. Voks kan overfladebehandles med forskellige harpikser og lakker. Meisl, 1837, s. 20 skriver, at voks er blevet anvendt som underlag for pålægning af bladguld, eventuelt sammen med gummistoffer, der anvendes som klæbemiddel, for at få bladguldet til at hæfte på voksen, før guldet trykkes fast .